# Rudolph Tesiny
Rudolph Tesiny o Tesing (Nova York, 4 de febrer de 1881 - Nova York, 29 d'abril de 1926) va ser un lluitador estatunidenc que va competir a primers del segle xx. El 1904 va prendre part en els Jocs Olímpics de Saint Louis, on va guanyar la medalla de plata en la categoria de pes lleuger, de fins a 65,8 kg. Tesiny perdé en la final contra Otto Roehm. El 1905 guanyà un campionat nacional.